# 天母溫泉
天母溫泉位在台灣台北州七星郡士林街三角埔（現・台北市士林區天母），在日治時代名聞一時，唯現已不存，原址現為中山北路七段191巷一帶。

## 泉質
天母溫泉源自紗帽山湧出之鑛泉，屬於酸性綠礬泉，對貧血、神經痛、婦人病等有效。

## 歷史
- 昭和6年（1931年），天母教教主中治稔郎獲得台北州士林街三角埔湧出的溫泉權利，和重田榮治推進開發當地的共同事業。
- 昭和7年（1932年），選定紗帽山麓泉源。(註: 據口述歷史, 泉源在今行義路一帶.)
- 昭和8年（1933年），著手引湯工事。
- 昭和10年（1935年），引湯工事終了。付屬公衆浴場、神苑、假神殿竣工。「天母溫泉」開始營業，往來溫泉和士林車站間的巴士開始運行。
- 昭和20年（1945年），終戰。教主引揚回日本，停業。